# Carex aboriginum
Espèce
Classification phylogénétique
Carex aboriginum est une espèce de plantes de la famille des Cyperaceae. Elle est originaire de l'Idaho.

## Remarque
Le nom de cette espèce ne doit pas être confondu avec Carex aboriginum auct. non M.E.Jones, un nom invalide synonyme de Carex parryana var. brevisquama F.J.Herm..

## Sources
1. ↑    - Moseley, 1990 : REPORT ON THE CONSERVATION STATUS OF CAREX ABORIGINUM, IN IDAHO lien